# Vicariato apostólico de Derna
El vicariato apostólico de Derna (en latín: Vicariatus Apostolicus Dernen(sis) y en árabe: نيابة درنة الرسولية‎) es una circunscripción eclesiástica de rito latino de la Iglesia católica en Libia. Desde el 21 de junio de 1948 se encuentra en sede vacante y está de hecho incorporado al vicariato apostólico de Bengasi.

## Territorio y organización
Comprendía en la Libia italiana la provincia de Derna, de aproximadamente 120 000 km², correspondiente a los distritos (existentes hasta 2012) de Derna, Al Butnan, y Al Jabal al Akhdar. Contaba con 3 parroquias (Derna, Tobruk y Al Baida) y 500 fieles en 1966.
La sede del vicariato apostólico estaba en la ciudad de Derna, pero en 1970 el Gobierno libio confiscó todas las iglesias y expulsó a los misioneros. La iglesia de la Inmaculada Concepción en Bengasi, que fue reabierta en 1976, sirve como iglesia principal de los dos vicariatos apostólicos unidos de hecho.

## Historia
Debido a la creciente inmigración italiana, en 1936 la misión franciscana de Cirenaica se dividió en dos distritos: Bengasi y Derna. Entre 1934 y 1941 se construyeron 24 pueblos coloniales italianos en la zona montañosa de Cirenaica, cada uno con su propia iglesia. El 22 de junio de 1939 mediante la bula Quo Evangelicae del papa Pío XII, se separó del vicariato apostólico de Cirenaica (que pasó a llamarse de Bengasi) la provincia italiana de Derna para la erección del vicariato apostólico de Derna.
La misión asistió principalmente a las villas coloniales italianas y fue encargada a los frailes menores de las Marcas, pero el 13 de septiembre de 1939 al ser designado su único vicario apostólico, el obispo italiano Giovanni Lucato, la misión pasó a la orden salesiana y los frailes menores fueron trasladados a la nueva prefectura apostólica de Misurata.
Durante la Segunda Guerra Mundial fueron dañadas muchas iglesias en Cirenaica. Las fuerzas aliadas capturaron Cirenaica en 1942 y el 24 de diciembre de 1951 el Reino de Libia obtuvo la independencia, comenzando el éxodo de la población italiana.
El vicariato apostólico de Derna quedó vacante al ser Lucato trasladado a la diócesis de Isernia y Venafro en Italia el 21 de junio de 1948. En 1946 los salesianos fueron remplazados en la misión por los franciscanos del vicariato apostólico de Bengasi y Ernesto Aurelio Ghiglione fue designado como administrador apostólico de los dos vicariatos, volviéndose vicario apostólico de Bengasi el 5 de julio de 1951. Siendo su sucesor el obispo Giustino Giulio Pastorino designado en 1966 como administrador apostólico sede vacante del vicariato apostólico de Derna. 
El 1 de septiembre de 1969 se produjo el golpe de Estado y la proclamación de la República Árabe Libia. El 21 de julio de 1970 el Consejo Revolucionario ordenó la confiscación de todas las propiedades italianas, incluso las iglesias, y la expulsión de los colonos, reduciéndose drásticamente el número de fieles. El 21 de septiembre de 1970 el vicario apostólico Giustino Pastorino fue expulsado de Libia y regresó a Italia, instalándose en Génova. Todas las iglesias de Cirenaica fueron cerradas y todos los misioneros de Bengasi expulsados.
En 1976 la Santa Sede consiguió la reapertura de la Iglesia de la Inmaculada Concepción en Bengasi. La industria del petróleo indujo la llegada a Libia de una fuerte emigración de cristianos africanos para trabajar en ella.
Desde 1948 el vicariato apostólico de Derna fue administrado por el vicario apostólico de Bengasi como administrador apostólico, pero con el paso del tiempo quedó reintegrado de hecho en el vicariato apostólico de Bengasi luego de la expulsión de los misioneros y la confiscación de las iglesias en 1970. Al nombrarse un nuevo vicario apostólico de Bengasi en 1997 no se mencionó en el Boletín de la Santa Sede si era a la vez administrador apostólico de Derna. Lo mismo ocurrió en las designaciones posteriores, y aunque para el Anuario Pontificio continúa existiendo, la última vez que se publicaron sus datos fue en 1971, actualizado a 1966.
Desde el 8 de diciembre de 2019 el administrador apostólico de Bengasi es Sandro Overend Rigillo, O.F.M., de quien depende el sacerdote que asiste a las comunidades católicas remantes en Tobruk y Al Baida.

## Episcopologio
- Giovanni Lucato, S.D.B. † (13 de septiembre de 1939-21 de junio de 1948 nombrado obispo de Isernia y Venafro)
  - Sede vacante (desde 1948)
  - Ernesto Aurelio Ghiglione, O.F.M. † (5 de julio de 1951-8 de junio de 1964 falleció) (administrador apostólico)
  - Giustino Giulio Pastorino, O.F.M. † (11 de enero de 1965-10 de marzo de 1997 retirado) (vicario apostólico de Bengasi)
  - Sylvester Carmel Magro, O.F.M. † (10 de marzo de 1997-14 de febrero de 2016 retirado) (vicario apostólico de Bengasi)
  - George Bugeja, O.F.M. (14 de febrero de 2016-8 de diciembre de 2019) (administrador apostólico del vicariato apostólico de Bengasi)
  - Sandro Overend Rigillo, O.F.M., desde el 8 de diciembre de 2019 (administrador apostólico del vicariato apostólico de Bengasi)

## Estadísticas
De acuerdo al Anuario Pontificio 1971 el vicariato apostólico tenía a fines de 1966 un total de 500 fieles bautizados. Posteriormente los datos fueron integrados al vicariato apostólico de Bengasi.
| Año                                                                             | Población | Población | Población      | Sacerdotes | Sacerdotes | Sacerdotes | Católicos por sacerdote | Diáconos permanentes | Religiosos | Religiosos | Parroquias y cuasiparroquias |
| Año                                                                             | Católicos | Total     | % de católicos | Total      | Diocesanos | Regulares  | Católicos por sacerdote | Diáconos permanentes | Masculinos | Femeninos  | Parroquias y cuasiparroquias |
| ------------------------------------------------------------------------------- | --------- | --------- | -------------- | ---------- | ---------- | ---------- | ----------------------- | -------------------- | ---------- | ---------- | ---------------------------- |
| 1950                                                                            | 150       | 100 000   | 0.1            | 3          |            | 3          | 50                      |                      | 3          | 22         | 2                            |
| 1966                                                                            | 500       | 100 000   | 0.5            | 4          |            | 4          | 125                     |                      | 4          | 46         | 3                            |
| Fuente: Catholic-Hierarchy, que a su vez toma los datos del Anuario Pontificio. |           |           |                |            |            |            |                         |                      |            |            |                              |